# Primo palazzo degli uffici ENI
Il primo palazzo degli uffici ENI è un edificio a torre ad uso direzionale, posto ai margini dell'insediamento di Metanopoli, nel territorio comunale di San Donato Milanese.
Il palazzo è sito in via Guido Bonarelli e in fregio alla Via Emilia, il grande asse di penetrazione urbana di Milano da sud, e a poca distanza dal tracciato originario dell'Autostrada del Sole.

## Storia
Il palazzo venne concepito negli anni cinquanta del XX secolo per ospitare gli uffici direzionali del gruppo Eni. Fu progettato da Marcello Nizzoli e Giuseppe Mario Olivieri e costruito dal 1956 al 1958 sotto la guida del Servizio Costruzioni Edili della SNAM; la struttura metallica portante venne eseguita dalla Società SAE di Milano.
Con la progressiva espansione delle attività del Gruppo, a questo primo palazzo se ne aggiunsero successivamente un secondo (1961-62), un terzo, un quarto e un quinto.

## Caratteristiche
Il complesso edilizio si compone di tre elementi, fra loro affiancati all’interno di uno spazio verde. L'elemento principale è la torre degli uffici, che conta quindici piani per un'altezza di 55 metri; essa è affiancata ad ovest dal basso edificio dei servizi generali, e ad est della biblioteca, costruita in forme non corrispondenti al progetto d’origine.
L’area è posta al margine sud-occidentale dell’insediamento aziendale di Metanopoli, quasi ai confini del comune di Milano; fronteggia la Via Emilia, all’epoca il maggiore asse di penetrazione a Milano da sud, a breve distanza dall’origine dell’Autostrada del Sole, aperta negli stessi anni. Per i suoi stretti legami con la rete delle infrastrutture territoriali, il complesso assurse a simbolo della “città regione” e della “nuova dimensione” auspicate dall’urbanistica italiana degli anni sessanta.
L'edificio a torre ha struttura portante in acciaio, protetta da un rivestimento in calcestruzzo. Le facciate esterne sono in curtain wall in lega di alluminio e vetro.
La pianta si basa su un sistema ad esagoni intrecciati, che nelle intenzioni dei progettisti voleva richiamare le architetture della Lombardia romanica, dai battisteri di Cremona e di Parma alla vicina “Ciribiciaccola” di Chiaravalle, simboli del medioevo mercantile padano; ma la pianta centrale rimanda anche ai gasometri della civiltà industriale moderna.
Un'altra particolarità dell'edificio è la presenza più volte ripetuta di decorazioni litiche astratte, che ricordano gli antichi ideogrammi delle civiltà mesopotamiche – prime utilizzatrici del petrolio e dell'asfalto – ma anche le forme di vita fossilizzate nelle viscere della terra.